# 松達爾
松達爾（挪威語：Sogndal）是挪威韦斯特兰郡的一个市镇，行政中心为赫曼斯沃克村。市镇面积为1,258平方公里，人口数量为11,847人（2020年），人口密度为每平方公里9.6人。1838年设立为市镇。

## 外部連結
- NRK Municipality encyclopedia （页面存档备份，存于）
- Official Website of Sogndal （页面存档备份，存于）
- A detailed panoramic view of Sogndal （页面存档备份，存于）